# Miriam-Teak Lee
Miriam-Teak Lee (née le 1er novembre 1994) est une actrice anglaise. Elle est connue pour son rôle de Juliette Capulet dans la comédie musicale & Juliet, pour lequel elle a remporté un Laurence Olivier Award 2020 de la meilleure actrice dans un rôle principal dans une comédie musicale.

## Biographie et formation
Miriam-Teak Lee a un frère aîné, Dex Lee, ainsi que trois autres frères. Avec Dex, elle fréquente The Latymer School, la Morgan Aslanoff School of Dance et l'Arts Educational School,. Les deux sont partenaires de duo et participent ensemble à des compétitions de danse.

## Carrière
Après avoir terminé ses études, Miriam-Teak Lee fait ses débuts sur la scène londonienne en 2017 dans la comédie musicale de Leonard Bernstein, On the Town, au Regent's Park Open Air Theatre. Deux mois plus tard, elle débute dans le West End dans la production originale londonienne de la comédie musicale de Lin-Manuel Miranda, Hamilton, au Victoria Palace Theatre. Dans Hamilton, elle fait partie de l'ensemble et est doublure pour les rôles principaux d'Eliza Hamilton, Angelica Schuyler Church et Peggy Schuyler. En 2019, elle est choisie pour interpréter le rôle principal de Juliette dans la comédie musicale juke-box & Juliet, d'abord au Manchester Opera House, puis au Shaftesbury Theatre dans le West End de Londres. Pour cette performance, elle reçoit les éloges des critiques et remporte le Laurence Olivier Award de la meilleure actrice dans un rôle principal dans une comédie musicale.

## Filmographie
| Année | Titre                 | Rôle                  | Notes                                                |
| ----- | --------------------- | --------------------- | ---------------------------------------------------- |
| 2020  | La Vallée des Moomins | Hippocampes           | Rôle vocal ; 2 épisodes                              |
| 2022  | Olivier Awards        | Présentatrice invitée | 1 épisode                                            |
| 2025  | Doctor Who            | Cora Saint Bavier     | Épisode : "Le Concours Interstellaire de la Chanson" |

## Distinctions
| Année | Récompense                   | Catégorie                                                          | Œuvre       | Résultat | Réf.  |
| ----- | ---------------------------- | ------------------------------------------------------------------ | ----------- | -------- | ----- |
| 2017  | The Stage Debut Award        | Meilleure actrice dans une comédie musicale                        | On the Town | Lauréat  | [ 5 ] |
| 2020  | Laurence Olivier Award       | Meilleure actrice dans un rôle principal dans une comédie musicale | & Juliet    | Lauréat  | [ 6 ] |
| 2020  | WhatsOnStage Award           | Meilleure actrice dans un rôle principal dans une comédie musicale | & Juliet    | Lauréat  | [ 7 ] |
| 2020  | Black British Theatre Awards | Meilleure actrice dans une comédie musicale                        | & Juliet    | Lauréat  | [ 8 ] |